# Cornus drummondii
Cornus drummondii là một loài thực vật có hoa trong họ Cornaceae. Loài này được C.A.Mey. miêu tả khoa học đầu tiên năm 1845.
Đây là loài bản địa chủ yếu ở Đại Bình nguyên Bắc Mỹ và vùng Tây Trung bộ của Hoa Kỳ. Loài này cũng được tìm thấy xung quanh sông Mississippi. Chúng không phổ biến trong tự nhiên, và chủ yếu được tìm thấy xung quanh biên giới rừng.